# Robertus saitoi
Robertus saitoi is een spinnensoort in de taxonomische indeling van de kogelspinnen (Theridiidae).
Het dier behoort tot het geslacht Robertus. De wetenschappelijke naam van de soort werd voor het eerst geldig gepubliceerd in 1995 door Hajime Yoshida.